# Verzologija
Verzologija (stihoslovje, metrika, prozodija) je teorija verza, del literarne teorije.

## Zgodovina
Zgodovinska predhodnica verzologije je metrika, ki je nastala v antiki kot praktični nauk o merjenju zlogov znotraj kvantitativne verzifikacijezgrajene na opoziciji dolgi – kratki zlog. Izraz prozodija je soroden več pomenom, tiče se nauka o naglaševanju in dolžini zlogov, v sodobnih zahodnoevropskih jezikih pa prevladuje kot oznaka za način verzifikacije. Od srednjega veka dalje so kodificirali metrična pravila zlogovne verzifikacije ter naglasne oz. silabotonične verzifikacije.

## Sodobna verzologija
V sodobnem smislu se je razvila v 20. stoletju na temelju spoznanj modernega jezikoslovja (Ferdinand de Saussure) in literarne teorije. Francoski verz sta analizirala Paul Verrier in Henri Morier, nemški verz pa Andreas Heusler. Veliko je k moderni verzologiji prispeval ruski formalizem (Viktor Šklovski, Osip Brik, Boris Ejhenbaum, Boris Tomaševski, Jurij Tinjanov, Viktor Žirmunski). Iz tega kroga je izšel Roman Jakobson, ki je z raziskavami razločevalnih obeležij jezika vplival na drugačno razumevanje verza. Pod njegovim vplivom je nastala strukturalna poetika: verzologiji je največ prispeval ruski strukturalist Jurij Lotman  z analizami pomenotvornosti ritmičnih in evfoničnih razsežnosti pesniškega jezika. Na podlagi generativne gramatike Noama Chomskega sta Morris Hale in Samuel Jay Keyser utemeljila generativno metriko, ki z matematično logiko formulira metrična pravila v različnih jezikih. Primerjalno verzologijo je utemeljil ruski verzolog Mihail Gasparov, predstavniki primerjalne slovanske verzologije so Poljakinja Lucylla Pszczołowska, Čeh Miroslav Červenka in Srb Svetozar Petrović. Srbski verz sta analizirala Kiril Taranovski in Leon Kojen, hrvaški verz Marin Franičević, Ivan Slamnig ter Miroslav in Zoran Kravar.

## Zgodovina slovenske verzologije
- Blaž Kumerdej je napisal poetiko, ki vsebuje tudi nastavke za metriko, ostala je v rokopisu.
- Marko Pohlin je v Kranjski gramatiki zmotno predlagal kvantitativno verzifikacijo.
- Žiga Zois je v pismih Vodniku predlagal akcentuacijski pristop.
- Matija Čop je sledil romantični teoriji bratov Schlegel in Prešernu priporočal uporabo romanskih pesniških oblik.
- Ivan Macun je sredi 19. stoletja opravil pionirsko delo. V razpravi Kratko krasoslovje o pesničtvu (COBISS) je objavil pregled antičnih, romanskih, germanskih in slovanskih pesniških oblik, antologija Cvetje slovenskega pesničtva (COBISS) obravnava vprašanja pesniških zvrsti in poetike.
- Ivan Grafenauer je napisal delo Iz zgodovine slovenske metrike (1916).
- Nikolaj Omersa je izvirne analize izdal v priročniku Stihoslovje (COBISS)).
- Oton Župančič je tezo o umetniški predhodnosti ritma pred metrom objavil v eseju Ritem in metrum (1917).
- Aleksander Isačenko je slovensko verzologijo postavil na znanstveno podlago z delom Slovenski verz (COBISS), kjer je s statističnimi analizami ugotovil ključne konstante slovenskega verza.
- Valens Vodušek je slovensko ljudsko pesem, zlasti ramerje med metrično zgradbo, ritmom in melodijo, raziskoval v okviru etnomuzikologije (COBISS).
- Tone Pretnar se je ukvarjal s teorijo in zgodovino slovenskega verznega oblikovanja (Iz zgodovine slovenskega verznega oblikovanja (COBISS)).
- Anton Ocvirk je izhodišča ruskega formalizma kombiniral z literarnozgodovinskimi razgledi pri analizi jezikovnih izraznih sredstev ter evropskih verznih sistemov (Evropski verzni sistemi in slovenski verz (COBISS); Literarno delo in jezikovna izrazna sredstva (COBISS)).
- Vlasta Pacheiner-Klander je raziskovala staroindijske verne oblike (COBISS).
- Viktor Son'kin je moskovski slovenist, ki se je ukvarjal tudi z verzologijo (COBISS).
- Boris A. Novak se ukvarja s primerjalno verzologijo, predvsem z romanskimi pesniškimi oblikami (Oblika, ljubezen jezika: recepcija romanskih pesniških oblik v slovenski poeziji (COBISS); Po-etika forme (COBISS); Sonet (COBISS)).
- Aleksander Bjelčevič se ukvarja z zgodovino slovenskega verza (Kratki verz slovenskih pesmi od 15. do 18. stoletja (COBISS); Protestantski silabizem (COBISS); Verz slovenske moderne : silabotonizem in tonizem (COBISS); Gregorčičev verz in kitica (COBISS); Prešernove tradicionalne verzno-kitične oblike (COBISS)), svoje raziskovanje je razširil na sodobni svobodni verz (Verz in kitica v popularni glasbi od srednjega veka do metala, punka in rapa (COBISS); Slovenski svobodni verz do sredine 30-ih let 20. stoletja (COBISS)).